# Upplands ståndsdragonregemente
Upplands ståndsdragonregemente var ett männingsregemente och dragonförband inom svenska armén som verkade i olika former åren 1700–1721.

## Historia
Upplands ståndsdragonregemente bildades 1700 som Upplands ståndsdragoner. Vid bildande bestod förbandet av cirka 600-700 man fördelade på sex kompanier, vilka utökades 1701 till åtta kompanier. År 1701 överfördes regementet till Reval (nu Tallinn) och deltog i slaget vid Errastfer, år 1704 i slaget vid Jakobstadt, år 1705 i slaget vid Gemauerthof, år 1708 i slaget vid Lesna och slutligen 1709 i slaget vid Poltava, där det föll i rysk fångenskap genom Adam Ludwig Lewenhaupts kapitulation vid Perevolotjna. Åren 1711–1712 återuppsattes förbandet och 1716 antogs namnet Upplands ståndsdragonregemente, vilket kom att omfatta en styrka på drygt 1.000 man. År 1719 förstärktes regementet med soldater från det samma år upplösta Upplands tremänningsregemente till häst. År 1721 upplöstes Upplands ståndsdragonregemente: Livdragonregementet fick 80 man medan Tavastehus läns infanteriregemente och Nylands infanteriregemente erhöll drygt 300 man var.

## Förbandschefer
- 1700–1701: Erik Gustaf Stenbock
- 1702–1709: Anders Wennerstedt
- 1712–1721: Hans von Fersen
  - 1719–1721: Mauritz Posse (tf)

## Namn, beteckning och förläggningsort
| Upplands ståndsdragoner        | 1700-??-?? | – | 1709-07-01 |
| Upplands ståndsdragoner        | 1711-??-?? | – | 1716-??-?? |
| Upplands ståndsdragonregemente | 1716-??-?? | – | 1721-??-?? |

| okänt     | 1700-??-?? | – | 1701-??-?? |
| Livland   | 1701-??-?? | – | 1704-??-?? |
| Eda skans | 1718-??-?? | – | 1721-??-?? |